# Prilep-Bitola
Il dialetto Prilep-Bitola (macedone: Горнопреспански дијалект, Gornoprespanski dijalekt) è un membro del sottogruppo centrale del gruppo occidentale dei dialetti della lingua macedone.
Tale dialetto è parlato per lo più nella regione di Pelagonia (e in particolare a Bitola, Prilep, Kruševo e Demir Hisar) nella Macedonia del Nord e dalla minoranza parlante macedone nei dintorni di Florina (già Lerin)  nella confinante Macedonia greca.